# Сусанна и старцы (картина Тинторетто)
«Сусанна и старцы» (итал. Susanna e i vecchioni) — картина итальянского живописца Якопо Робусти известного как Тинторетто (1518 — 1594), представителя венецианской школы. Создана в 1555 — 1556 годах. Хранится в коллекции Музея истории искусств в Вене (инв. №GG 1530). 
Картина появилась в Императорской галерее в 1823 году.

## Сюжет
Сюжет картины основан на рассказе из Книги пророка Даниила (13) из Ветхого Завета. История не каноническая (её нет в еврейском тексте, она существует только в переведенном с еврейского на греческий язык варианте — Септуагинте).
Место действия — в Вавилоне эпохи пленения там еврейского народа. Очаровательная женщина зажиточного иудея Йоакима, Сусанна была предметом вожделения двух старцев, которые устроили ловушку, чтобы овладеть ею в саду, где молодая женщина обычно купалась без служанок. Когда Сусанна отослала служанок и разделась, старцы вышли из своего укрытия. Они пригрозили ей, если она не отдастся им, что обвинят её в прелюбодеянии — преступлении, которое каралось смертью. Сусанна не поддалась лести и шантажу старцев, которые привлекли её к суду, ложно обвинив её в прелюбодеянии с молодым человеком. Приговоренную к смерти женщину в последний момент спас пророк Даниил, который допросил старцев и обнаружил противоречивые версии и неправду. 
Художники эпохи Возрождения часто в своих картинах использовали эту историю как хороший повод изобразить женское тело.

## Описание

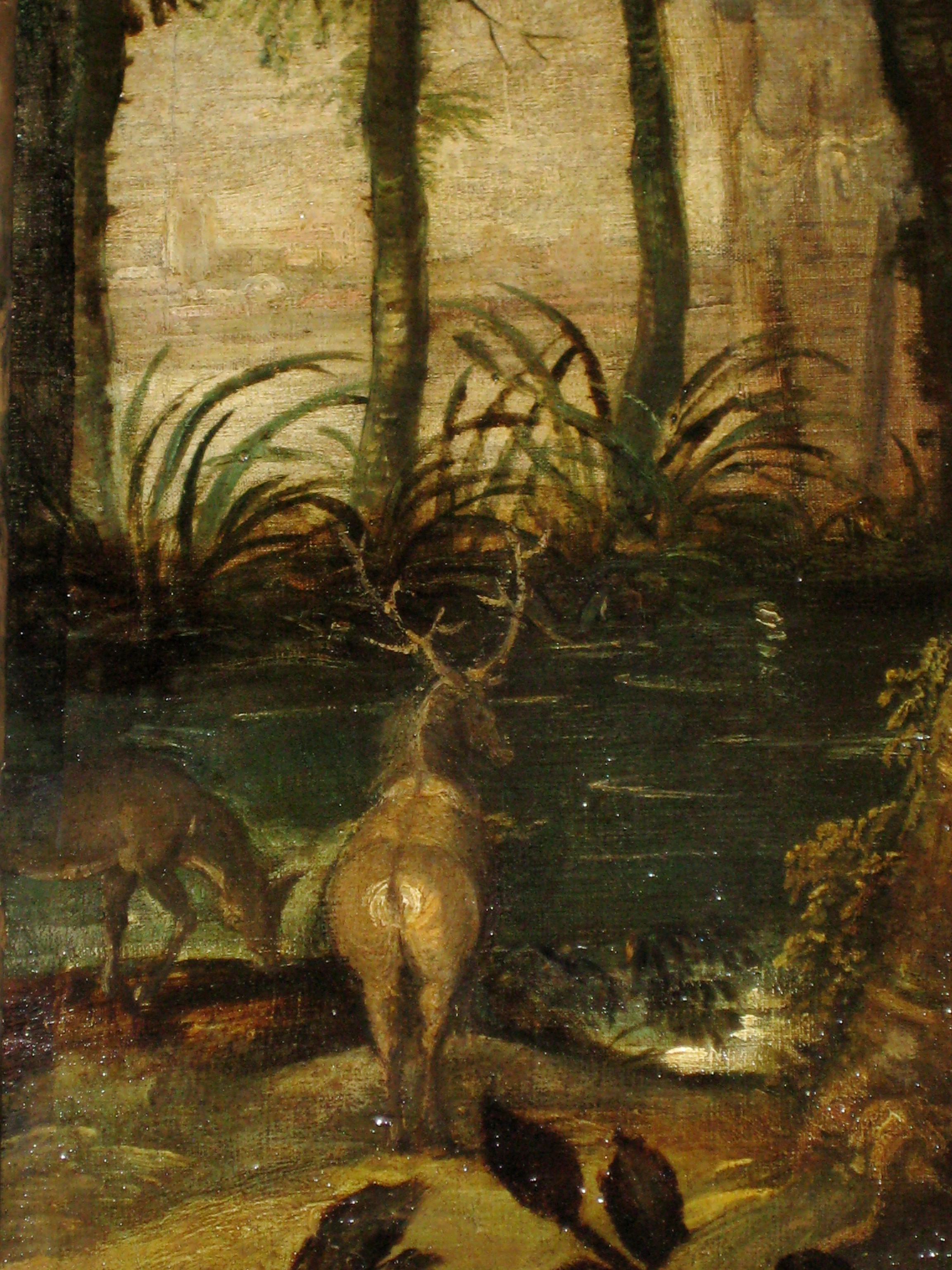
Деталь

Этот шедевр венецианского маньеризма является результатом особого синтеза римско-флорентийского чувства формы с венецианским подходом к живописи, направленного на передачу цвета и атмосферы. «Сусанна и старцы» — произведение Тинторетто, которое совсем не кажется выполненным в спешке (в чем художника часто упрекают). Оно написано тонко и виртуозно, будто овеянное нежной и серебристо-голубой прохладой, отражает свежесть и легкий холодок.
Сценография полотна построена вокруг лирического эпизода, когда Сусанна погружена в созерцание неоскверненной природы. Сусанна выходит из купальни, а ее левая нога еще погружена в воду. Свет придает фигуре яркость, выделяя ее во всей блистательности, подчеркивая сложную пышную прическу, сережку, сверкающего в ухе, браслеты на запястье, драгоценности и мягкую белую ткань. Идиллия Сусанны контрастирует с почти карикатурной неуклюжестью двух старцев, подглядывающих за ней. За всей этой идиллией, тайно выглядывая из своих укрытий, в нарочито нелепых позах наблюдают старцы (один — ближе, на переднем плане в нижнем левом углу, другой — вдали). 
Главный герой полотна — это свет: художник использует зеркало перед Сусанной, чтобы усилить лучи света, разливающиеся по белому телу. Кроме этого, с помощью зеркала Тинторетто создает искусную игру контрастов света и тени. Антураж задуман как настоящая театральная сцена: углубление перспективы придает композиции динамизм. Кулисы в виде деревьев и ограждения на самом деле ограничивают пространство сцены, на которой разворачивается действо. Тинторетто тщательно изображает многочисленные детали сцены, такие как ценные предметы туалета Сусанны: гребень, заколку для волос, вазочку для крема, нитку жемчуга и кольца. Перед зрителем представлен лишь эпизод старозаветной истории, однако знание ее результата создает особый эмоциональный контекст для восприятия картины.